# Châtillon-la-Palud
Châtillon-la-Palud är en kommun i departementet Ain i regionen Auvergne-Rhône-Alpes i östra Frankrike. Kommunen ligger  i kantonen Chalamont som ligger i arrondissementet Bourg-en-Bresse. Kommunens areal är 14,01 km². År 2022 hade Châtillon-la-Palud 1 675 invånare.

## Befolkningsutveckling
Antalet invånare i kommunen Châtillon-la-Palud
Referens: INSEE